# 彼得·马尔琴科
彼得·彼得罗维奇·马尔琴科（羅馬化：Pyotr Petrovich Marchenko；1948年1月2日—）是俄罗斯政治人物，曾于1995年至1996年担任第二任斯塔夫罗波尔边疆区行政长官。1996年1月至12月，他担任俄罗斯联邦委员会议员。2011年，他重返政坛担任斯塔夫罗波尔边疆区杜马议员直至2021年。